# Armeni in Calabria
La presenza di Armeni in Calabria è attestata in vari periodi della storia della regione.

## Storia
La loro presenza è per la prima volta documentata sotto Giustiniano I, il quale ordinò il trasferimento di ebrei ed armeni in Calabria, al fine di organizzare i rifornimenti alimentari per l'esercito bizantino.
Vengono inoltre ipotizzati insediamenti di armeni in Calabria anche successivamente, sotto Eraclio I nel VII secolo, probabilmente dovuti all'invasione araba del Medio Oriente.
Gli Armeni costituivano nell'alto Medioevo un'elites militare nell'apparato di Bisanzio, rappresentata sia dagli eserciti di provincia che da quelli presenti in Italia. Provenienti dalla zona delle province orientali dell'Anatolia, Cappadocia, Armenia Minore e Grande Armenia, si mossero sostanzialmente durante il VII sec. al seguito di Costante II (663-668), quando l'Imperatore si trasferì in Occidente, in Sicilia, con un contingente composto da soldati armeni. La comunità armena in Sicilia crebbe tanto da possedere il Qal'at al Armanin, ovvero, il Castello degli Armeni, che nell'861 venne preso dagli Arabi.
Nell'Impero Romano d'Oriente la comunità armena si era distinta per il valore militare e per le loro capacità in guerra, caratteristiche che li portarono a coprire cariche importanti politiche e militari. Molti imperatori erano infatti di origine armena, di cui potevano vantare le doti descritte; tra questi possiamo ricordare Leone V e Basilio I il Macedone, ma anche Niceforo Foca per parte di madre.
Nel IX secolo, al seguito del generale bizantino Niceforo Foca il vecchio, ai tempi dell'imperatore Basilio I, contingenti militari composti da armeni combatterono per la riconquista della Calabria. Con Niceforo il Vecchio, numerosi si stabilirono in Calabria in qualità di stratioti, forse pauliciani, come suggerisce H Grégoire.

## Testimonianze attuali
Nella regione della presenza di comunità armene rimangono poche tracce storiche. Il sito dove si pensa vi sia stato il maggior numero di popolazioni armene si trova tra Bruzzano e Ferruzzano in provincia di Reggio Calabria, dove è infatti attestata l'esistenza di una località denominata Rocca Armenia, esistita dall'VIII al IX secolo e successivamente abbandonata a causa di scorrerie arabe.
I luoghi di culto di memoria armena in Calabria, pur non numerosi, sono evidenti tra Bruzzano con resti della sopracitata Rocca Armenia, Brancaleone con le chiese rupestri con pavoni e croce armene incise, Staiti con croci dislocate nel territorio; chiese rupestri in grotte dove sono evidenti delle croci e pavoni incisi di stile armeno. Con la denominazione Valle degli Armeni viene attualmente indicata sia un'area geografica che un itinerario turistico-culturale che comprende la zona di: Brancaleone; Bruzzano Zeffirio; Staiti e Ferruzzano Superiore.
Gli antichi martiri armeni sono comunque attestati, come testimonia, ad esempio, la commemorazione dei santi Quaranta martiri di Sebastea, città armena, attualmente in Turchia, che trova espressione in Calabria, nel territorio lametino, dove tuttora esiste la chiesa dei Santi Quaranta. Ancora il culto di San Biagio, vescovo armeno di Sebastea, martire della fede agli inizi del IV secolo, dal cui nome deriva quello di Sambiase, uno dei centri che formano l’attuale comune di Lamezia Terme. È assai probabile che tali culti avessero trovato in Calabria terreno fertile e ulteriore sviluppo con la riconquista bizantina da parte di Niceforo Foca il Vecchio e dei suoi commilitoni armeni.
A testimoniare la loro presenza in Calabria ci sono molti elementi. Nella zona tra Bova e Bovalino ci sono molti cognomi e toponimi. I cognomi sono: Armeni, Armeno, Trebisonda (quest’ultima era una città sul mar Nero abitata da greci ed armeni, prima della conquista turca), Liriti, Burzumati. I toponimi sono: Discesa dell’Armeno a Bova, Varta e Varet a Casignana, Rocca dell’Armenio o degli Armeni presso il borgo abbandonato di Bruzzano Vecchio (RC).